# جون مارتن ماك
جون مارتن ماك (بالألمانية: Johann Martin Mack)‏ هو مبشر ألماني، ولد في 13 أبريل 1715 في لايشنغن في ألمانيا، وتوفي في 9 يونيو 1784 في  في ألمانيا.